# Bayerisches Bio-Siegel
Das Bayerische Bio-Siegel ist ein Güte- und Prüfsiegel für Produkte aus dem ökologischen Landbau. Produkte, die das Bayerische Bio-Siegel tragen, stehen für eine über den gesetzlichen Anforderungen liegende Bio-Qualität (auf dem Niveau der bayerischen Öko-Anbauverbände), regionale Herkunft der Rohstoffe, eine transparente, lückenlose Wertschöpfungskette und ein dreistufiges, staatlich geprüftes Kontrollsystem. Produkte mit dem Bayerischen Bio-Siegel finden sich in Filialen des Lebensmitteleinzelhandels, in Bioläden sowie im Naturkostfachhandel und teilweise direkt beim Erzeuger.

## Qualitäts- und Herkunftsanforderungen
Die Qualitätskriterien liegen deutlich über denen der EG-Öko-Verordnung und orientieren sich an den vier bayerischen Öko-Anbauverbänden (Biokreis, Bioland, Demeter und Naturland). Zum Beispiel: Gesamtbetriebsumstellung, mindestens 20 % Leguminosenanteil (z. B. Klee) in der Fruchtfolge, stärkere Einschränkungen beim Futterzukauf und Düngemitteleinsatz sowie niedrigere Tierbesatzobergrenzen. Alle verwendeten Rohstoffe müssen aus Bayern stammen, alle Erzeugungs- und Verarbeitungsschritte müssen lückenlos in Bayern erfolgen.

## Zeichennutzung
Verschiedenen Lizenznehmern wurde vom Zeichenträger, dem Bayerischen Staatsministerium für Ernährung, Landwirtschaft, Forsten und Tourismus das Recht zur Zeichenvergabe verliehen. Alle Unternehmen, die das Bayerische Bio-Siegel verwenden möchten und sich verpflichten, die Programmbestimmungen einzuhalten, können das Zeichenrecht bei einem der zugelassenen Lizenznehmer beantragen. Der Lizenznehmer organisiert die Prüfung der vorgeschriebenen Kriterien und garantiert, dass die festgelegten Bestimmungen von den Betrieben eingehalten werden. In der Regel beauftragen die Lizenznehmer unabhängige, zertifizierte Kontrollstellen damit. Diese Kontrollstellen überwachen Unternehmen und sonstige Programmteilnehmer, beispielsweise Landwirte.
Aktuell (Stand: April 2020) kennzeichnen über 170 Hersteller rund 1.300 Produkte mit dem Bayerischen Bio-Siegel.

## Hinweis
Die Beteiligung am Qualitätsprogramm „Bayerisches Bio-Siegel“ steht allen Regionen in den Mitgliedsstaaten der Europäischen Union, den Unternehmen der Land- und Ernährungswirtschaft sowie des Handels für den Bereich Lebensmittel in der Europäischen Union offen.